# 玉柏
玉柏（学名：Lycopodium obscurum）为石松科石松属下的一个种。臺灣話稱為玉柏石松（Gio̍k-peh-tsio̍h-siông）。

## 扩展阅读
維基物種上的相關：玉柏
[在维基数据编辑]
 《欽定古今圖書集成·博物彙編·草木典·玉柏部》，出自陈梦雷《古今圖書集成》